# Ha'penny Bridge
De Ha'penny Bridge (Iers: Droichead na Leathphingine, wat hetzelfde betekent) is een voetgangersbrug over de Liffey in Dublin, die ook tijdelijk de Penny Ha'penny heette. De brug is gebouwd in 1816 en gemaakt van gietijzer, dat geproduceerd is in Coalbrookdale, Shropshire.
De brug heette oorspronkelijk Wellington Bridge, naar de Hertog van Wellington. Daarna werd de naam van de brug veranderd in Liffey Bridge. Dit is tegenwoordig de officiële naam van de brug, maar zij wordt in de volksmond Ha'penny Bridge genoemd.

## Geschiedenis
Voordat de brug werd gebouwd voeren er zeven veerboten over de Liffey. Het bedrijf werd geëxploiteerd door een zekere William Walsh. De boten verkeerden echter in een slechte staat, en Walsh werd medegedeeld dat hij ofwel de boten moest repareren, ofwel een brug moest bouwen. Walsh koos voor de laatste optie en hem werd het recht verschaft om een halve penny (ha'penny) tol te vragen aan iedere voetganger die de brug over wilde steken. De hoogte van de tol was in eerste instantie niet gebaseerd op de bouwkosten van de brug, maar op de prijs die men moest betalen om over te varen met de veerboten, welks plaats de brug had ingenomen. Een andere voorwaarde voor het bouwen van de brug was dat als de inwoners van Dublin de brug en de tol tegenstond in het eerste jaar na de oplevering, Walsh de brug op eigen kosten moest afbreken.
De tolprijs werd verhoogd naar een Penny Ha'penny (anderhalve pence), maar werd uiteindelijk geheel afgeschaft. In de periode dat er tol geheven werd, stond er aan weerskanten van de brug een tourniquet.

## Renovatie
In 2001 werd het aantal voetgangers dat de brug dagelijks gebruikte geschat op 27.000. Naar aanleiding van deze schatting werd er een rapport opgesteld, waaruit bleek dat de brug gerenoveerd moest worden. De brug werd gesloten voor reparatie tussen 2001 en 2003 en werd heropend in zijn oorspronkelijk witte kleur. Het bouwwerk moest worden herbouwd, maar zo veel mogelijk originele onderdelen moesten worden behouden. De renovatie werd gedaan door het bedrijf Harland and Wolff, bouwers van de RMS Titanic.